# 八木治郎ショー・いい朝8時
『八木治郎ショー・いい朝8時』（やぎじろうショー いいあさはちじ）は、1980年10月4日から1983年4月16日まで、TBS系列で生放送されていた毎日放送制作のワイドショー・情報番組である。放送時間は毎週土曜 8:00 - 9:24（JST）。

## 概要
八木治郎が司会を務めた番組で、毎週芸能人やその他著名人をゲストに迎えてトークをしていた。元々は1970年1月から土曜8:30枠で放送されていた『八木治郎ショー』をリニューアルした番組で、トーク番組へ路線変更していった同番組末期の内容を引き継いでいた。オープニングタイトルも、同番組末期から使われていた女子大生のランニングシーンを引き継いだものだった。初期においては、オール阪神・巨人が一週間に起こった時事問題を振り返る漫才で始まり、最後に「八木治郎ショー・いい朝8時スタート！」とタイトルコールをしていた。
1982年4月3日の放送では、当日からネットを開始した、南日本放送の地元、鹿児島から生放送された。
1983年4月2日の放送から、当時フジテレビ系列で放送されていたワイドショー『3時のあなた』で水曜日の司会を務めていたうつみ宮土理が司会に抜擢されたが、直後の4月18日に八木が出張先の福岡県福岡市内で急逝したため、番組は同タイトルでの放送を終了した。八木が亡くなった週の4月23日と翌週の30日にも番組の放送が行われたが、23日分の回では番組タイトルはそのままに、「追悼!八木治郎さん、おつかれさま」というサブタイトルでの追悼企画が行われた。ゲストとして八木の妻の八木一子と元NHKアナウンサーで八木と同期の小川宏が出演した。番組はその後5月7日放送分から『すてきな出逢い いい朝8時』に改題し、『八木治郎ショー』から13年間使われてきた八木の名が外された。改題後も同年7月末まではメイン司会者は不在のままうつみと『八木治郎ショー』開始時からレギュラー出演していた野村啓司（当時MBSアナウンサー）のみで継続する事となり、同年8月6日放送分からは八木の後任となる新司会者に立川清登を起用した。なお、うつみは2001年9月の終了まで司会を務め上げた。

## 出演者

### 司会
- 八木治郎（元NHKアナウンサー）[3][4]
- 浜美枝[3][4]
- うつみ宮土理 - 番組終了間際の3回分のみに出演。
- 野村啓司（当時毎日放送アナウンサー）

### その他の主な出演者
- 竹村友里
- オール阪神・巨人
- 上坂冬子
- 初代森乃福郎
- ほか

## スタッフ
- ディレクター：御藤良基、田中文夫、本多隆朗
- プロデューサー：大北禎昭
- 制作：竹中文博
- 製作著作：毎日放送

## ネット局
系列は番組放送当時の系列。
| 放送対象地域   | 放送局                               | 系列                   | 備考                  |
| -------------- | ------------------------------------ | ---------------------- | --------------------- |
| 近畿広域圏     | 毎日放送（MBS）                      | TBS系列                | 制作局                |
| 関東広域圏     | 東京放送（TBS） （現:TBSテレビ）     | TBS系列                |                       |
| 北海道         | 北海道放送（HBC）                    | TBS系列                |                       |
| 青森県         | 青森テレビ（ATV）                    | TBS系列                |                       |
| 岩手県         | 岩手放送（IBC） （現:IBC岩手放送）   | TBS系列                |                       |
| 宮城県         | 東北放送（TBC）                      | TBS系列                |                       |
| 福島県         | 福島テレビ（FTV）                    | TBS系列 フジテレビ系列 | 1983年3月26日打ち切り |
| 山梨県         | テレビ山梨（UTY）                    | TBS系列                |                       |
| 新潟県         | 新潟放送（BSN）                      | TBS系列                |                       |
| 長野県         | 信越放送（SBC）                      | TBS系列                |                       |
| 静岡県         | 静岡放送（SBS）                      | TBS系列                |                       |
| 富山県         | 北日本放送（KNB）                    | 日本テレビ系列         |                       |
| 石川県         | 北陸放送（MRO）                      | TBS系列                |                       |
| 中京広域圏     | 中部日本放送（CBC） （現:CBCテレビ） | TBS系列                |                       |
| 島根県・鳥取県 | 山陰放送（BSS）                      | TBS系列                |                       |
| 岡山県・香川県 | 山陽放送（RSK） （現:RSK山陽放送）   | TBS系列                |                       |
| 広島県         | 中国放送（RCC）                      | TBS系列                |                       |
| 徳島県         | 四国放送（JRT）                      | 日本テレビ系列         |                       |
| 愛媛県         | 南海放送（RNB）                      | 日本テレビ系列         |                       |
| 高知県         | テレビ高知（KUTV）                   | TBS系列                |                       |
| 福岡県         | RKB毎日放送（RKB）                   | TBS系列                |                       |
| 長崎県         | 長崎放送（NBC）                      | TBS系列                | [ 6 ]                 |
| 熊本県         | 熊本放送（RKK）                      | TBS系列                |                       |
| 大分県         | 大分放送（OBS）                      | TBS系列                |                       |
| 宮崎県         | 宮崎放送（MRT）                      | TBS系列                |                       |
| 鹿児島県       | 南日本放送（MBC）                    | TBS系列                | 1982年4月3日から      |
| 沖縄県         | 琉球放送（RBC）                      | TBS系列                | 1981年4月4日から      |